# Goniothalamus tapisoides
Goniothalamus tapisoides là loài thực vật có hoa thuộc họ Na. Loài này được Mat-Salleh mô tả khoa học đầu tiên năm 2001.